# Шимановский, Юзеф (генерал)
Юзеф (Иосиф) Шимановский (пол. Józef Szymanowski; 1779, Каски, Равское воеводство — 15 января 1867, Рим) — польский военачальник, бригадный генерал Ноябрьского восстания, мемуарист.

## Биография
Родился в 1779 году в семейной усадьбе Каски, в Равском (ныне — Мазовецком) воеводстве. Выходец из дворянского рода Шимановских (Корвин-Шимановских) герба Слеповрон. Сын Франца Шимановского и Софии, урожденной Горской.
Учился в Кадетском корпусе в Варшаве. 15-летним подростком принял участие в восстании Костюшко: сперва на улицах столицы, затем в составе действующей армии в качестве офицера полевого штаба одного из польских военачальников. Участвовал в битве при Мацеёвицах. После поражения восстания вышел в отставку и уехал в своё поместье Гронды (в 30 километрах от Варшавы, близ Лешно, на южной окраине Кампиносской пущи), где прожил более 10 лет, занимаясь хозяйством.
Когда в 1806 году Наполеоном было образовано Великое герцогство Варшавское, Шимановский поступил на службу в армии герцогства капитаном. Участвовал в боевых действиях Войны четвёртой коалиции против Пруссии и России. Затем перешёл на службу во французскую армию, где получил звание шефа батальона.
Летом 1808 года исполнил спорный приказ Наполеона и арестовал в Варшаве 36 католических монахов-редемптористов (также известных как бенонинты; этот монашеский орден занимался помощью бедным и обездоленным) во главе с Клеменсом Марией Хофбауэром (в дальнейшем был причислен к лику святых), опечатал их монастырь и монастырскую церковь, а самих монахов под конвоем препроводил в крепость в Костшине-над-Одрой, где они находились в заключении несколько месяцев, после чего были высланы из Польшу (в частности, Хофбауэр выехал к себе на родину, в Австрию).
В 1809 году шеф батальона Шимановский служил офицером в штабе 3-го армейского корпуса Великой армии, которым командовал маршал Даву, и в этом качестве принимал участия в боевых действиях Войны пятой коалиции (Регенсбург, Асперн, Ваграм). В 1810 году вернулся на польскую службу: сначала в главный штаб армии Герцогства Варшавского, а затем офицером во 2-й пехотный полк. В этот период Шимановский увлекался масонством и в 1811—1812 годах был членом масонской ложи «Храм Исиды».
Принимал участие в боевых действиях 1812—1814 годов. Полковник (1814).
Затем поступил на службу в армию Царства Польского. В 1817 году стал флигель-адъютантом, но уже в 1818 году подал в отставку.
Проведя в отставке 12 лет, в 1830 году Шимановский принял участие в Польском восстании. Организовал и возглавил 19-й пехотный полк, во главе которого сражался при Остроленке. Бригадный генерал (июнь 1831). Принимал участие в экспедиции в Литву под руководством генерала Гелгуда, который, после поражения в сражении под Понарами в окрестностях Вильно и неудачной попытки с боем занять Шауляй, разделил свой корпус на три части, из которых одна (генерала Дембинского) прорвалась обратно в Польшу, а две других (Хлаповского и Роланда) перешли границу Восточной Пруссии, где были интернированы. Среди интернированных был и генерал Шимановский.
После поражения восстания интернированные были освобождены. Имущество Шимановского в Царстве Польском было конфисковано, а сам он уехал в Рим, где обратился к католицизму, хотя в молодости, по всей видимости, не был ревностным католиком. В ходе революционных событий в Риме в 1848 году участвовал в боевых действиях, по одной версии — на стороне революционеров, по другой, более вероятной — на стороне Папы.
Скончался в 1867 году в Риме и был похоронен в базилике Святой Марии над Минервой в том же городе.
Юзеф Шимановский был награждён орденом Почётного легиона, орденом Virtuti Militari, орденом Святой Анны II степени и алмазными знаками к нему.
Мемуарные «Записки» Шимановского были посмертно изданы во Львове в 1898 году.

## Воспоминания Шимановского
- Pamiętniki jenerała Józefa Szymanowskiego ze wspomnieniem Książę Adam Czartoryski, opatrzone wstępem Stanisława Schnür-Pepłowskiego, nakładem Stanisława Szymanowskiego, Lwów. 1898

## Литературы
- Polski Słownik Biograficzny, Elżbieta Orman, Szymanowski Józef (1779-1867), Tom L/1. zeszyt 204, PAN-PAU, Warszawa-Kraków 2014. s. 74-77
- Stanisław Małachowski-Łempicki, Wykaz polskich lóż wolnomularskich oraz ich członków w latach 1738-1821, w: Archiwum Komisji Historycznej, t. XIV, Kraków 1930, s. 318.
- Marek Tarczyński, Generalicja powstania listopadowego, 1980, s. 63.
- H. P Kosk, Generalicja polska, t. 2., Oficyna Wydawnicza «Ajaks», Pruszków 2001.
- Owczarski A., Redemptoryści benonici w Warszawie 1787 – 1808, Kraków: Homo Dei, 2000, ISBN 83-88207-20-2